# Győrasszonyfa
Győrasszonyfa is een plaats (község) en gemeente in het Hongaarse comitaat Győr-Moson-Sopron. Győrasszonyfa telt 504 inwoners (2001).